# Matiloxis erythrolopha
Matiloxis erythrolopha là một loài bướm đêm trong họ Noctuidae.